# Know Hope
Know Hope è il terzo album in studio del gruppo musicale statunitense The Color Morale, pubblicato il 25 marzo 2013 dalla Rise Records.

## Tracce
Testi e musiche dei The Color Morale, eccetto dove indicato.
1. Burn Victims – 3:39
2. Smoke and Mirrors – 3:41 (The Color Morale, Ramon Mendoza)
3. Learned Behavior (Kailey Saunders) – 3:57 (The Color Morale, Joshua Moore)
4. Living Breathing Something – 3:06 (The Color Morale, Ramon Mendoza)
5. Strange Comfort – 3:53 (The Color Morale, Joshua Moore)
6. In Light in Me – 3:42
7. Silver Lining – 2:59
8. Steadfast – 4:54
9. Hole Hearted – 3:37
10. Saviorself – 5:05
11. Have.Will – 4:17 (The Color Morale, Ramon Mendoza)
12. Never Enders – 3:33

## Formazione
The Color Morale
- Garret Rapp – voce
- Devin King – chitarra solista
- Aaron Saunders – chitarra ritmica, voce secondaria
- Justin Hieser – basso, voce secondaria
- Steve Carey – batteria, percussioni

Altri musicisti
- Kailey Saunders – voce in Learned Behavior

Produzione
- Josh Schroeder – produzione, ingegneria del suono, missaggio, mastering
- Ramon Mendoza – produzione
- Joshua Moore – produzione
- The Color Morale – produzione

## Classifiche
| Classifica (2013)         | Posizione massima |
| ------------------------- | ----------------- |
| Stati Uniti               | 106               |
| Stati Uniti (heatseekers) | 1                 |
| Stati Uniti (independent) | 6                 |
| Stati Uniti (alternative) | 19                |
| Stati Uniti (hard rock)   | 8                 |
| Stati Uniti (rock)        | 32                |